# فرناندو ماتشادو سواريس
فرناندو ماتشادو سواريس (بالبرتغالية: Fernando Machado Soares‏) هو ملحن برتغالي، ولد في 3 سبتمبر 1930 في الأزور في البرتغال، وتوفي في 7 ديسمبر 2014.

## روابط خارجية
- فرناندو ماتشادو سواريس على موقع ميوزك برينز (الإنجليزية)
- فرناندو ماتشادو سواريس على موقع أول ميوزيك (الإنجليزية)
- فرناندو ماتشادو سواريس على موقع ديسكوغز (الإنجليزية)